# La Fin des temps (album d'AqME)
Pour les articles homonymes, voir La Fin des temps (homonymie).
Albums de AqME
Polaroïds et Pornographie
(2004) Live(s)
(2006)
La Fin des Temps est le troisième album studio du groupe de rock alternatif français AqME, sorti en 2005.

## Liste des titres
1. Ténèbres - 4:02
2. Des illusions - 4:02
3. La fin des temps - 4:50
4. Une vie pour rien - 3:50
5. Ainsi soit-il - 9:02
6. Une dernière fois - 5:02
7. Pas assez loin - 4:42
8. Rien au monde - 7:25
9. Le poids des mots - 2:40
10. La belle inconnue - 6:28

DVD (édition CD+DVD)
Making Of

## Crédits
- Thomas Thirrion — chant
- Benjamin Rubin — guitare
- Charlotte Poiget— basse
- Etienne Sarthou — batterie